# Gegen unendlich
GEGEN UNENDLICH ist ein deutschsprachiges Magazin für Phantastik und Science-Fiction. Es wurde 2013 von Michael J. Awe, Andreas Fieberg und Joachim Pack gegründet. Anfangs ausschließlich als E-Book herausgebracht, erscheint die Reihe seit 2017 auch als Taschenbuch im Verlag p.machinery. Erschien das Magazin anfangs dreimal jährlich, wird inzwischen ein- bis zweimal pro Jahr eine Ausgabe herausgebracht.

## Inhalt
Die Herausgeber verstehen GEGEN UNENDLICH als ein Kurzgeschichtenmagazin, in dem vor allem das Ungewöhnliche, Neu- und Andersartige aus dem ganzen Spektrum der phantastischen Literatur seinen Platz findet. Dabei bieten sie auch bislang unentdeckten Autoren die Möglichkeit, neben bereits etablierten zu publizieren. Unter den Autoren finden sich z. B. Maike Braun, Uwe Durst, Herbert W. Franke, Alban Nikolai Herbst, Barbara Hundgeburt, Jörg Isenberg, Hubert Katzmarz, Georg Klein, Friedrich Wilhelm Korff, Peter Nathschläger, Monika Niehaus, Uwe Post, Gert Prokop, Malte S. Sembten, Michael Siefener, Fernando Sorrentino und Achim Stößer. Es werden hauptsächlich Erstveröffentlichungen vorgestellt, außerdem Neuveröffentlichungen beispielhafter Texte, die vergessen oder vergriffen sind. Daneben finden sich gelegentlich Übersetzungen englischsprachiger Genreklassiker. Ergänzend gibt es in loser Folge auch Essays zu phantastischen Themen.
Einen hohen Stellenwert nimmt die phantastische Grafik auf dem Titel ein. Hier finden sich Künstler wie Lothar Bauer, Stefan Böttcher, Michael Hutter und Crossvalley Smith.